# Anisocapparis speciosa
Anisocapparis speciosa  es una especie de arbusto  y el único miembro del género monotípico Anisocapparis, perteneciente a la familia Capparaceae. Es originaria de Argentina, Bolivia y Paraguay. 

## Taxonomía
Anisocapparis speciosa fue descrita por (Griseb.) Cornejo & Iltis  y publicado en Journal of the Botanical Research Institute of Texas 2(1): 65. 2008.
Sinonimia
- Capparis malmeana Gilg
- Capparis pruinosa Griseb.
- Capparis speciosa Moric. ex Eichler basónimo
- Capparis speciosa var. lanceolata Kuntze
- Capparis speciosa f. malmeana (Gilg) Hassl.
- Capparis speciosa var. ovata Kuntze
- Capparis speciosa var. pruinosa (Griseb.) Hassl.	[2]